# La gita a Tindari
La gita a Tindari è un romanzo di Andrea Camilleri, pubblicato nel 2000, dalla casa editrice Sellerio.
Dall'opera è stato tratto uno sceneggiato televisivo trasmesso da Rai Uno nel 2001 con l'attore Luca Zingaretti nella parte del commissario Montalbano.

## Trama
Che collegamento può esserci tra un laido personaggio pornografo e fimminaro che viene ucciso sul portone di un palazzo e la scomparsa, nello stesso condominio, di due inseparabili vecchietti, i signori Griffo che, abituati da sempre a starsene rinchiusi in casa, decidono invece di partecipare ad una di quelle gite "tutto compreso", a poco prezzo dove durante il percorso si vendono meravigliose pentole? Che cosa può esserci a Tindari che li ha spinti ad andarci? E che fine hanno fatto?
Sarà Beatrice, detta "Beba", la bella giovane che diverrà nel romanzo successivo L'odore della notte, la moglie dell'amico e vice commissario Mimì Augello, che darà al commissario il primo indizio sul caso. L'accompagnatrice e venditrice gli racconta infatti che durante la gita venivano fatte dall'autista del pullman turistico delle foto ricordo che ingrandite faranno notare al commissario la presenza di un'auto che seguiva il pullman con i due vecchi coniugi seduti in disparte nell'ultima fila di posti.
I due coniugi, si scoprirà in seguito, sono stati uccisi, mano nella mano, in una lontana campagna secondo uno stile di esecuzione mafiosa. Ma che c'entra la mafia con i due vecchietti?
Aiutante di primo piano all'indagine, oltre ai soliti Fazio e Mimì, questa volta sarà l'addetto al centralino telefonico del commissariato: l'ineffabile piantone Catarella, affezionatissimo e devoto ammiratore del suo dottori, che rivela doti inaspettate di esperto informatico. 
Proprio quel Catarella che parla un tutto suo "catarellesco" linguaggio e che quando apre le porte le fa "esplodere" contro la parete provocando la caduta di calcinacci e il quasi infarto del dottori, messo da Montalbano al computer dell'ucciso Nenè Sanfilippo, dedicandosi, giorno e notte alla ricerca scoprirà le password che lo proteggono. Analizzando il contenuto dell'hard disk, Catarella, arrossendo per l'imbarazzo, scoprirà foto pornografiche delle avventure del Sanfilippo con Vania Titulesco, moglie romena del famoso chirurgo Eugenio Isgrò, specialista in trapianti d'organo e la bozza di un romanzo di fantascienza che darà al commissario la chiave per risolvere il caso a suo modo, con un colpo di tiatro...

## Edizioni
- Andrea Camilleri, La gita a Tindari, Quinta ed., collana La memoria, Sellerio, 2000,  pp. 291, cap. 17, ISBN 88-389-1574-1.